# Kamienica Hebdowska w Krakowie
Kamienica Hebdowska (znana także jako Pałac Hebdowski) – zabytkowa kamienica znajdująca się w Krakowie, w dzielnicy I przy ulicy Poselskiej 7, na rogu z ulicą Senacką 2–4, na Starym Mieście.

## Historia kamienicy
Działka pod budowę kamienicy została wytyczona około 1320, podczas nowej parcelacji Okołu. Budynek został wzniesiony około 1400, prawdopodobnie z wykorzystaniem starszej wieży mieszkalnej, przez kanonika krakowskiego i archidiakona gnieźnieńskiego Jana z Hebdowa. W I połowie XVI wieku został rozbudowany i przebudowany w stylu renesansowym. Około 1560 zastąpiono drewniany płot od zachodu obecnym murem z gankiem, a drewniane schody zastąpiono kamiennymi. Na początku XVII wieku w zachodniej części budynku znajdowała się miejska rezydencja opatów tynieckich. Na przełomie XVII i XVIII wieku kamienica została rozbudowana na zlecenie Jana Zebrzydowskiego, wzniesiono też oficynę ze stajniami. W 1754 wzniesiono z fundacji Jana Szwarcenberga Czernego oficynę boczną i przebudowano oficynę tylną. Na początku XIX wieku kamienica została przebudowana przez kanonika krakowskiego Sebastiana Sierakowskiego. Uzyskała wówczas klasycystyczną fasadę, ozdobioną dwiema półkolistymi arkadami, z których jedna stanowi wejście do sieni, oraz portal, nad którym umieszczono herb kapituły katedralnej – Trzy Korony. Ponadto zlikwidowano loggię i zbudowano nową klatkę schodową. W 1886 składy na parterze zaadaptowano na mieszkania. W latach 1959–1960 budynek przeszedł remont pod kierunkiem M. Jaroszewskiego, podczas którego odtworzono barokowe założenie ogrodowe z fontanną. 
14 września 1961 kamienica została wpisana do rejestru zabytków. Znajduje się także w gminnej ewidencji zabytków.